# 来田涼斗
来田 涼斗（きた りょうと、2002年10月16日 - ）は、兵庫県神戸市出身のプロ野球選手（外野手）。右投左打。オリックス・バファローズ所属。

## 経歴

### プロ入り前
神戸市立有瀬小学校から神戸市立長坂中学校を経て、明石市立明石商業高等学校へ進学。小学6年時の2014年には、オリックス・バファローズのジュニアチームに所属していた。
明石商業高校では、中学3年時から面識のあった同学年の右投手・中森俊介と共に、入学直後の春季兵庫県大会からベンチ入り。1年夏の第100回全国高等学校野球選手権記念大会から、3季連続で甲子園球場の全国大会に出場した。主将を務めた3年時の2020年にも春の第92回選抜高等学校野球大会への出場が決まっていたが、年初からの新型コロナウイルス感染拡大に伴って大会自体が中止。しかし、夏の2020年甲子園高校野球交流試合に招待されたため、中森と共に全ての学年で阪神甲子園球場でのプレーを経験している。さらに、2年春の第91回選抜高等学校野球大会では、1番打者として臨んだ智弁和歌山高校との準々決勝で先頭打者本塁打（1回裏）とサヨナラ本塁打（9回裏）を記録。2年夏の第101回全国高等学校野球選手権大会でも、履正社高校との準決勝で、1回裏に先頭打者本塁打を放った。甲子園球場での高校野球全国大会において、1回裏での先頭打者本塁打を通算で2本記録した選手は来田が初めてである。
2020年10月26日に行われたドラフト会議で、オリックス・バファローズから3位指名を受け、契約金5000万円、年俸500万円（金額は推定）という条件で入団した。背番号は38。担当スカウトはジュニアチーム時代に指導を受けていた乾絵美（元・ソフトボール日本代表選手）。ジュニアチームのコーチから、女性としてはNPBの球団で初めてのスカウトへ転身したばかりの乾が、スカウティングから入団交渉まで初めて携わった選手でもある。この年のドラフト会議では中森も千葉ロッテマリーンズから2位指名を受けたため、2007年の船橋市立船橋高等学校以来13年ぶりに公立の同じ高校から複数の指名選手が出た（中森も指名後にロッテへ入団）。

### オリックス時代
2021年は、春季キャンプのスタートを二軍相当の「B班」で迎えながら、キャンプの最終日（2月21日）に組まれた火の国サラマンダーズ（九州アジアリーグ）との練習試合で対外試合初安打を記録。目標に掲げていた「レギュラーシーズンでの開幕一軍入り」までには至らなかったものの、ウエスタン・リーグの公式戦では、チームの方針で開幕当初からクリーンアップの一角を任された。レギュラーシーズン前半戦の終了を間近に控えていた7月13日に、ウインドヒルひがし北海道スタジアム（北海道釧路市）での対北海道日本ハムファイターズ戦で、「7番・左翼手」として一軍公式戦にデビュー。1回表二死一塁の局面から第1打席へ臨んだところ、日本ハムの先発投手・池田隆英が投じた初球で初打席本塁打を記録した。NPBの一軍公式戦において、高卒で入団した新人選手が初打席の初球で初本塁打を記録した事例は来田が初めてである。さらに、3回表の第2打席で単打（左前安打）を放つと、一軍公式戦で初めての盗塁を記録。6回表の第3打席でも内野安打を記録したことによって、高卒新人選手の一軍デビュー戦としては1984年の村上隆行（近鉄バファローズ）以来37年ぶりの1試合3安打と猛打賞を達成した。翌7月14日に帯広の森野球場で組まれた同カードでは代打で凡退したものの、7月15日のフレッシュオールスターゲーム（松山坊っちゃんスタジアム）では、ウエスタン・リーグ選抜チームの「4番・右翼手」としてフル出場を果たした。最終的に一軍で23試合に出場し、打率.211、2本塁打、8打点を記録。オフに、300万円増となる推定年俸800万円で契約を更改した。
2022年は、春季キャンプを始めて一軍（A班）で迎える。4月23日の千葉ロッテマリーンズ戦で、延長11回に一死一・三塁のチャンスで二塁ゴロの間に三塁走者の来田が一気に生還。捕手のタッチを掻い潜る好走塁を見せてチームのサヨナラ勝利に貢献した。5月26日のウエスタン・リーグの福岡ソフトバンクホークス戦で右翼を守っていたところ中堅手の元謙太と交錯し、元と共に救急車で緊急搬送され、脳震盪と軽度のむち打ち症状と診断された。最終的に一軍の出場は10試合にとどまり、二軍では105試合に出場し、打率.243、7本塁打、33打点という成績だった。11月24日、現状維持となる推定年俸800万円で契約を更改した。
2023年は、オープン戦で打率.346と好成績を残し、「9番・左翼手」で開幕スタメンの座を掴むが、結果が残せず4月6日に登録抹消となる。一軍では4試合の出場で無安打に終わったが、二軍では84試合に出場して打率.271、3本塁打、26打点と安定した成績を残した。11月18日、40万円減となる推定年俸760万円で契約を更改した。
2024年は、オープン戦に出場していた3月11日、左太腿直筋の筋損傷と診断され、開幕前に離脱した。4月から二軍の試合で復帰すると33打数12安打、打率.364と好成績を残し、5月1日に一軍に昇格。5月5日の日本ハム戦（京セラドーム大阪）では、無死満塁から同点の2点適時打を放ち3年ぶりに打点を挙げるが、6試合に出場した後、同17日に登録抹消となった。そこから一軍と二軍を行き来し、8月1日の日本ハム戦（エスコンフィールドHOKKAIDO）では、3年ぶりとなる本塁打を放った。8月3日のロッテ戦（京セラドーム）では、5回二死満塁の場面で決勝の2点適時二塁打、8月15日の楽天戦（京セラドーム）では、1点差を追う8回に同点適時打を放つと9回に紅林弘太郎の適時打でチームはサヨナラ勝利し、いずれの試合もお立ち台に上がった。最終的に自己最多の53試合に出場し、打率.212、2本塁打、11打点という成績でシーズンを終えた。

## 選手としての特徴
- 肩の可動域が広く、身体を柔らかく使うバッティングが持ち味。手動計測ながら、50メートル走で最速5秒9を記録するほどの俊足の持ち主でもある[40]。オリックスへの入団記者会見では、「トリプルスリーの達成」を目標に挙げている[10]。

## 人物
幼少期からオリックス・バファローズのファンで、坂口智隆を応援していた。

## 詳細情報

### 年度別打撃成績
| 年 度     | 球 団      | 試 合 | 打 席 | 打 数 | 得 点 | 安 打 | 二 塁 打 | 三 塁 打 | 本 塁 打 | 塁 打 | 打 点 | 盗 塁 | 盗 塁 死 | 犠 打 | 犠 飛 | 四 球 | 敬 遠 | 死 球 | 三 振 | 併 殺 打 | 打 率 | 出 塁 率 | 長 打 率 | O P S |
| --------- | ---------- | ----- | ----- | ----- | ----- | ----- | -------- | -------- | -------- | ----- | ----- | ----- | -------- | ----- | ----- | ----- | ----- | ----- | ----- | -------- | ----- | -------- | -------- | ----- |
| 2021      | オリックス | 23    | 76    | 71    | 5     | 15    | 3        | 0        | 2        | 24    | 8     | 1     | 2        | 0     | 1     | 3     | 2     | 1     | 30    | 1        | .211  | .250     | .338     | .588  |
| 2022      | オリックス | 10    | 27    | 23    | 2     | 3     | 0        | 0        | 0        | 3     | 0     | 0     | 1        | 1     | 0     | 3     | 0     | 0     | 8     | 0        | .130  | .231     | .130     | .361  |
| 2023      | オリックス | 4     | 11    | 10    | 0     | 0     | 0        | 0        | 0        | 0     | 0     | 0     | 0        | 0     | 0     | 1     | 0     | 0     | 6     | 0        | .000  | .091     | .000     | .091  |
| 2024      | オリックス | 54    | 189   | 170   | 14    | 36    | 7        | 2        | 2        | 53    | 11    | 4     | 4        | 7     | 0     | 10    | 0     | 2     | 49    | 4        | .212  | .264     | .312     | .576  |
| 通算：4年 | 通算：4年  | 91    | 303   | 274   | 21    | 54    | 10       | 2        | 4        | 80    | 19    | 5     | 7        | 8     | 1     | 17    | 2     | 3     | 93    | 5        | .197  | .251     | .292     | .543  |

- 2024年度シーズン終了時

### 年度別守備成績
| 年 度 | 球 団      | 外野  | 外野  | 外野  | 外野  | 外野  | 外野     |
| 年 度 | 球 団      | 試 合 | 刺 殺 | 補 殺 | 失 策 | 併 殺 | 守 備 率 |
| ----- | ---------- | ----- | ----- | ----- | ----- | ----- | -------- |
| 2021  | オリックス | 15    | 21    | 0     | 2     | 0     | .913     |
| 2022  | オリックス | 8     | 9     | 0     | 0     | 0     | 1.000    |
| 2023  | オリックス | 3     | 7     | 0     | 0     | 0     | 1.000    |
| 2024  | オリックス | 50    | 97    | 5     | 4     | 3     | .962     |
| 通算  | 通算       | 76    | 134   | 5     | 6     | 3     | .959     |

- 2024年度シーズン終了時
- 各年度の太字はリーグ最高

### 記録
初記録
- 初出場・初先発出場：2021年7月13日、対北海道日本ハムファイターズ12回戦（ウインドヒルひがし北海道スタジアム）、「7番・左翼手」で先発出場
- 初打席・初安打・初打点・初本塁打：同上、1回表に池田隆英から右越2ラン
- 初盗塁：同上、3回表に二盗（投手：ロビー・アーリン、捕手：清水優心）

その他の記録
- 初打席本塁打：2021年7月13日、対北海道日本ハムファイターズ12回戦（ウインドヒルひがし北海道スタジアム）※史上67人目、初球は10人目
- 新人が初打席初球初本塁打：同上 ※史上4人目、高卒新人では史上初[42]
- デビュー戦で初打席本塁打を含む猛打賞：同上 ※史上4人目[43]
- 高卒新人初試合猛打賞：同上 ※史上3人目

### 背番号
- 38（2021年[10] - ）